# 名古屋市立南光中学校
名古屋市立南光中学校（なごやしりつなんこうちゅうがっこう）は、愛知県名古屋市南区浜田町に所在する公立中学校。

## 生徒会活動
- 委員会活動として、生活委員会・保健委員会・体育委員会・文化広報委員会・図書委員会・環境美化委員会が設置されている[1]。

## 部活動
- 部活動として、バスケットボール部（男女）・ハンドボール部（男女）・サッカー部・バレーボール部（女子）・陸上競技部・剣道部・吹奏楽部・和太鼓踊り部・ボランティア部がそれぞれ活動している[2]。

## 通学区域
- 名古屋市立大生小学校・名古屋市立宝小学校・名古屋市立宝南小学校の各学区を通学区域としている[3]。